# 流光岭镇
流光岭镇，是中华人民共和国湖南省邵陽市邵东市下辖的一个乡镇级行政单位。

## 行政区划
流光岭镇下辖以下地区：
流市社区、茶市村、流星村、石杨村、禹家村、建民村、联合村、桃花村、秀才村、永华村、梅溪村、甘棠垣村、农和村、井头村、和胜村、流光村、红祥村、龙胜村、流镇村、槐子山村和阳升村。